# Krzysztof Świderek
Krzysztof Zbigniew Świderek (ur. 15 marca 1962 w Sycowie) – polski urzędnik i dyplomata; konsul generalny RP w Winnicy (2009–2015) i Irkucku (2017–2025).

## Życiorys
Ukończył studia z tytułem magistra inżyniera (1986) oraz studia doktoranckie z tytułem doktora nauk technicznych (1992) na Uniwersytecie Budownictwa i Architektury w Charkowie.
W 1986 zaczął pracować w Urzędzie Wojewódzkim w Kaliszu. Pełnił również funkcję dyrektora w przedsiębiorstwie handlowo-promocyjnym. Pracę w MSZ podjął w 1998, najpierw jako I sekretarz w ambasadzie RP w Kazachstanie, później jako kierownik wydziału konsularnego w ambasadzie RP w Kijowie. W latach 2001–2003 pełnił obowiązki konsula generalnego. Równocześnie kierował budową konsulatu w Odessie. Po powrocie do kraju pracował w Departamencie Konsularnym i Polonii. W 2005 objął stanowisko kierownika Wydziału Konsularnego Ambasady RP w Mińsku. W 2009 został skierowany do zorganizowania pracy nowo utworzonego Konsulatu Generalnego w Winnicy. W 2001 zorganizował pierwsze na Ukrainie Centrum Polskie na państwowym Uniwersytecie w Czerkasach. Kolejne uruchomił w Kijowie, Berdyczowie i, w 2014, Centrum Polskie im. Ignacego Jana Paderewskiego w Winnicy. Po powrocie do kraju w 2015 rozpoczął pracę w Departamencie Współpracy z Polonią i Polakami za Granicą, na stanowisku ds. Federacji Rosyjskiej, Ukrainy i Białorusi. Od 2017 do 2025 konsul generalny w Irkucku.
Zna języki: rosyjski, angielski, ukraiński i hiszpański.

## Odznaczenia i wyróżnienia
- Medale za Długoletnią Służbę[1]
- Srebrny Krzyż Zasługi „za zasługi w służbie zagranicznej, za osiągnięcia w podejmowanej z pożytkiem dla kraju pracy zawodowej i działalności dyplomatycznej” (2022)[5]
- nagroda specjalna Ministra Kultury i Dziedzictwa Narodowego[1]
- Medal „Pro Memoria”[2]
- medal miasta Lublin za pomoc Polakom na Wschodzie[2]
- medale jubileuszowe Diecezji Kijowsko-Żytomierskiej i Odessko-Symferopolskiej[2]
- honorowy mieszkaniec Sycowa[6]
- Doctor honoris causa Państwowego Uniwersytetu Technicznego w Winnicy[1]